# Serge Romano
Pour les articles homonymes, voir Romano.
Serge Romano est un footballeur puis entraîneur français, né le 25 mai 1964 à Metz dans le département de la Moselle. Il évolue au poste de défenseur ou de milieu de terrain de la fin des années 1980 à la fin des années 1990. Formé au FC Metz, il joue ensuite au Toulouse FC, au FC Martigues, à Wolverhampton FC et termine sa carrière à l'ES Troyes AC.
Devenu entraîneur, il occupe le poste d'entraîneur adjoint à l'ESTAC puis au CS Sedan Ardennes avant de devenir entraîneur en chef de ce club  qu'il fait remonter en Ligue 1 en 2006. Il dirige ensuite le Dijon FCO, Amiens SC et le FC Gueugnon. D'août 2018 à janvier 2024, il est l’entraîneur adjoint de Djamel Belmadi au staff technique de l'équipe nationale d'Algérie.

## Biographie

### Joueur
Lors de l'intersaison 1996, en fin de contrat avec Martigues, il participe à Clairefontaine au stage de l'UNFP destiné aux joueurs sans contrat.

### Entraîneur
Entraîneur du CS Sedan Ardennes, il permet la remontée du club en Ligue 1 lors de la saison 2005-2006.
Il est licencié du club de Sedan le 31 octobre 2006 avant d'être remplacé par son adjoint José Pasqualetti après onze journées. Il entraîne Dijon de juin à décembre 2007 ; il est demis de ses fonctions le 16 décembre par Bernard Gnecchi le président du Dijon FCO.
Le 16 juin 2009 il est nommé entraîneur de l'Amiens SC qui vient d'être relégué en national. À la suite de résultats insuffisants, il est mis à pied par le club le 15 octobre 2009.
En 2010, il vient en aide au joueur-actionnaire Tony Vairelles en devenant coach du FC Gueugnon en National, mais freiné par un faible budget et des dettes, le club dépose le bilan avant la fin de la saison.
Il part à l'étranger d'abord en Chinae, fort d'une expérience de 2 ans , il rejoint Djamel Belmadi au sein de l'équipe nationale du Qatar
Il rejoint par la suite Philippe Montanier à Nottingham Forest en Angleterre
Le 29 janvier 2018 il est nommé entraîneur adjoint du Toulouse FC.
Le 19 août 2018, lors de sa conférence de presse, le sélectionneur de l'équipe national d'Algérie, Djamel Belmadi déclare que Serge Romano sera son adjoint dans le staff technique.
le 15 mars 2024 il est nommé entraineur adjoint au sein du club Al Ittihad Kalba aux Émirats arabes unis, où il réside actuellement.

## Carrière de joueur
- 1991-1992 :  FC Metz
- 1992-1994 :  Toulouse FC
- 1994-1996 :  FC Martigues
- 1996-1997 :  Wolverhampton Wanderers
- 1997-1998 :  ES Troyes AC

## Parcours d'entraîneur
- 1998-1999 :  ES Troyes AC (entraîneur adjoint de l'équipe réserve)
- 1999-2002 :  ES Troyes AC (entraîneur adjoint de l'équipe première)
- 2002-décembre 2002 :  ES Troyes AC (un match de L1 en intérim)
- décembre 2002-2003 :  ES Troyes AC (entraîneur adjoint de l'équipe première)
- 2003-2004 :  CS Sedan-Ardennes (entraîneur adjoint)
- avril 2004-octobre 2006 :  CS Sedan-Ardennes
- 2007-décembre 2007 :  Dijon FCO
- 2009-octobre 2009 :  Amiens SC
- 2010-avril 2011 :  FC Gueugnon
- janvier 2018-juin 2018 :  Toulouse FC (entraîneur adjoint de l'équipe première)
- Depuis août 2018 :  Algérie (entraîneur adjoint).

## Palmarès d’entraîneur
- Finaliste de la Coupe de France en 2005
- Vice-champion de France de Ligue 2 en 2006
- Vainqueur de la Coupe d'Afrique des nations en 2019